# Henry Expert
Pour les articles homonymes, voir Expert (homonymie).
Henry Expert est un musicologue français né le 12 mai 1863 à Bordeaux et mort le 18 août 1952 à Tourrettes-sur-Loup. 

## Biographie
Isidore Norbert Henry Expert naît le 12 mai 1863 à Bordeaux,.
Il fait ses études chez les jésuites à Bordeaux et se rend à Paris en 1881.
Dans la capitale, il étudie à l'École Niedermeyer, où il est l'élève de Gustave Lefèvre et d'Eugène Gigout. Il travaille ensuite avec César Franck et Gabriel Fauré et s'intéresse aux compositeurs français du XVIe siècle.
Il devient conférencier, chef de chœur, professeur à l'École des hautes études, en 1902, et enseigne à l'École Niedermeyer de 1902 à 1905,.
De 1905 à 1909, Expert est bibliothécaire à la bibliothèque Sainte-Geneviève puis devient, à la suite de Weckerlin, second bibliothécaire de la bibliothèque du Conservatoire de Paris, en 1909. En 1920, il remplace Tiersot comme bibliothécaire principal de l'établissement, poste qu'il occupe jusqu'à sa retraite en 1933.
Avec Édouard Maury, il fonde en 1903 une « Société d'études musicales et de concerts historiques » qui devient en 1924 la « Chanterie de la Renaissance ».
À compter de 1894, Henry Expert commence à publier une série monumentale, Les Maîtres musiciens de la Renaissance française. Faute de moyens, la série s'interrompt en 1908, mais elle est ressuscitée en 1924 sous le titre Monuments de la musique française au temps de la Renaissance et se prolonge. Avec d'autres séries, Florilège et Maîtres anciens de la musique française, elle contient de nombreuses premières éditions de musique vocale de plusieurs compositeurs importants de la Renaissance, parmi lesquels Antoine Brumel, Claude Goudimel, Clément Janequin, Jean Mouton et Roland de Lassus.
Expert est également l'auteur de l'article « XVIe siècle : à propos de la musique française à l’époque de la Renaissance » de l'Encyclopédie de la musique et dictionnaire du Conservatoire de Lavignac et de La Laurencie.
Il meurt le 18 août 1952 à Tourrettes-sur-Loup dans les Alpes-Maritimes,.

## Publications
Comme auteur ou éditeur, Henry Expert a notamment publié, :

### XVIesiècle
- Les maîtres musiciens de la Renaissance française (Paris, 1894–1908), en 23 volumes ;
- Le psautier huguenot du XVIe siècle (Paris, 1902), textes et mélodies ;
- La fleur des musiciens de P. de Ronsard (Paris, 1923), en 7 cahiers ;
- Monuments de la musique française au temps de la Renaissance (Paris, 1924–29), en 10 volumes ;
- Florilège du concert vocal de la Renaissance (Paris, 1928–29), en 8 cahiers ;
- Musique instrumentale de la Renaissance française.

### XVIIeetXVIIIesiècles
- Chants de France et d’Italie (Paris, 1904) ;
- Les maîtres français du clavecin des XVIIe et XVIIIe siècles (Paris, 1914–25), en 42 volumes, avec Paul Brunold ;
- Amusement des musiciens français du XVIIIe siècle (Paris, 1913), en 6 volumes, avec Paul Brunold.